# Реактивный ум
Реактивный ум (англ. Reactive mind) — в дианетике и саентологии, понятие, условно обозначающее часть разума, не поддающуюся аналитическому контролю, и отвечающую за действия, совершаемые на раздражительно-ответной основе.
Согласно дианетике, пример реактивного ума можно наблюдать в действиях и реакциях более примитивных форм жизни — животных и растений, которые в целях самозащиты определённым образом реагируют на раздражители, не осуществляя при этом аналитического осмысления ситуации, которое способен осуществлять человек. У человека есть способы поведения более высокого порядка, нежели у животных и растений, но имеющие ту же нерациональную природу в своей основе и схожие по характеру, не отличающемуся оптимальностью относительно его наилучшего выживания. Причина возникновения такого способа реагирования, по утверждению Р. Хаббарда, будто бы всегда имеет болезненный опыт в своей основе.

## Критика
Несмотря на отсутствие каких-либо научных доказательств, Рон Хаббард в книге «Dianetics : The Modern Science of Mental Health» заявляет, что реактивный мозг хранит воспоминания (называемые Церковью саентологии инграмами) о прошлых событиях.
Ричард Докинз писал, что саентологи используют е-метр с целью использовать «доверчивость» этого «доверчивого века».